# Parque nacional Jardines de Piedra
El parque nacional Jardines de Piedra es un parque nacional en Nueva Gales del Sur (Australia), ubicado a 125 km al noroeste de Sídney. Forma parte de la Región de las Montañas Azules, declarada en 2000 Patrimonio de la Humanidad en Australia según la Unesco. Pueden observarse en el parque impresionantes pagodas de roca, acantilados de arenisca, cañones y vistas panorámicas.

## Algunos atractivos del parque
- El sendero bicentenario, que puede recorrerse a caballo, en bicicleta o a pie observando sus impresionantes paisajes.
- Baal Bone Gap, con sus paisajes y puntos de observación de aves.
- Meseta de los acantilados Newnes, caminatas, montañismo y bicicletas de montaña.
- Camino Ben Bullen, para caminatas, bicicletas y vehículos todo terreno.